# Кортни, Том
Сэр То́мас Дэ́ниел (Том) Ко́ртни (англ. Thomas Daniel "Tom" Courtenay; род. 25 февраля 1937, Кингстон-апон-Халл, Англия) — британский актёр, который стал известен в начале 1960-х годов благодаря ролям в таких фильмах, как «Одиночество бегуна на длинные дистанции» (1962), «Билли-лжец» (1963) и «Доктор Живаго» (1965). С середины 1960-х годов его больше знают по работе в театре.
В 1999 году ему была присуждена почётная докторская степень Университета Халла, а в феврале 2001 года за свою сорокалетнюю работу в театре и кино был удостоен титула рыцаря. Том Кортни также является президентом Клуба болельщиков футбольной команды «Халл Сити». Дважды номинант на премию «Оскар» (1966, 1984), призёр Венецианского (1964) и Берлинского (2015) кинофестивалей.

## Молодость
Кортни родился в Кингстон-апон-Халле в семье Энн Элизы (урождённая Квест) и Томаса Генри Кортни, который расписывал лодки. Там же он посещал среднюю школу «Кингстон». Кортни изучал актёрское мастерство в Королевской академии драматического искусства в Лондоне.

## Карьера
Кортни дебютировал на сцене в 1960 году в труппе театра «Олд Вик» на сцене эдинбургского театра Royal Lyceum Theatre, после чего в 1961 году вместе с Альбертом Финни сыграл в главной роли в пьесе «Билли-лжец» в Cambridge Theatre. В 1963 году он исполнил ту же роль в одноимённом фильме Джона Шлезингера. Кортни сказал Альберту Финни: «У нас обоих одна проблема — преодолеть северный акцент».
Дебютный фильм Тома Кортни Private Potter, режиссёром которого выступил Каспар Вреде, вышел в 1962 году и стартовал в прокате, когда Кортни ещё учился в академии. За ним последовали фильмы «Одиночество бегуна на длинную дистанцию» Тони Ричардсона и «Билли-лжец» — два очень известных фильма, которые возвестили о начале Британской новой волны в начале 1960-х годов. За эти роли он получил премию BAFTA как самый многообещающий новичок и номинацию на соискание BAFTA в категории «Лучший британский актёр» соответственно. За свою роль преданного революции дворянина Паши Антипова в фильме «Доктор Живаго» (1965) он был номинирован на премию «Оскар» в категории «Лучшая мужская роль второго плана», но проиграл Мартину Балсаму. Среди других его кинолент можно отметить «За короля и Отечество» Джозефа Лоузи, где он сыграл вместе с Дирком Богардом, и «Ночь генералов» Анатоля Литвака.
Несмотря на то, что благодаря этим фильмам он стал звездой мирового уровня, Кортни сказал, что ему не очень нравится сниматься в кино, и с середины 1960-х годов он сосредоточился на работе в театре. В 1966 году Кортни начал многолетнее сотрудничество с вновь образованным Театром королевской биржи в Манчестере, где режиссёром стал его давний знакомый Каспар Вреде. Его первыми ролями в новом театре были Фолкленд в пьесе Ричарда Шеридана «Соперники» и герой из «Принца Фридриха Гомбургского» Генриха фон Клейста. С тех пор он сыграл множество ролей, в том числе главные роли в постановках «Король Лир» 1999 года и «Дядя Ваня» 2001 года.
Том Кортни продолжил работу с Вреде в кино, снявшись в главной роли в фильме 1970 года «Один день Ивана Денисовича». Самая известная его роль в кино была в ленте «Костюмер», основанная на одноимённой пьесе Рональда Харвуда (в которой также играл Кортни). Вместе с партнёром по фильму Альбертом Финни был номинирован на премию «Оскар» за лучшую мужскую роль, но проиграл Роберту Дювалю. Он сыграл отца Дерека Бентли (Кристофер Экклестон) в фильме 1991 года «Пусть получит своё».
Кортни работал на телевидении и радио мало, но среди его работ можно отметить телефильм 1971 года She Stoops to Conquer компании BBC и несколько телепьес Алана Эйкборна. Он появился на американском телевидении в фильме 1973 года I Heard the Owl Call My Name. В 1995 году он снялся с Питером Устиновым в сделанном для канала Disney Channel телеверсии романа Чарльза Диккенса «Лавка древностей». Тогда же он сыграл эпизодическую роль антрополога Бронислава Малиновского в эпизоде «Глаз павлина» телесериала «Хроники молодого Индианы Джонса». В 1998 году он вновь поработал с Альбертом Финни, сыграв в телефильме канала BBC «Женитьба по-английски». Он изобразил Бога в радиоспектакле «Короткий перерыв» Бена Стейнера, который транслировался на радио BBC Radio 4 в 2004 году. Кроме того, на Radio 4 он сыграл главную роль в радиопостановках Ника Леве The Domino Man of Lancashire и Мориса в радиопьесе Ричарда Ламсдена Человек на Луне, вышедших в эфир в 2007 году. Кортни также появился в 2008 году в специальном рождественском шоу сериала The Royle Family в роли отца Дэйва, Дэвида-старшего.
В 2002 году по предложению Майкла Годли Том Кортни организовал персональную выставку Pretending To Be Me, в основу которой легли письма и сочинения известного британского поэта Филипа Ларкина, первым сыгравшего в театре West Yorkshire Playhouse в Лидсе. Её затем перевезли в лондонский театр Comedy Theatre.
В 2007 году вышло две кинокартины с участием Кортни: фильм-катастрофа о затоплении Лондона «Наводнение» и «Золотой компас» — экранизация романа Филипа Пулмана, где он появился в образе Фардера Корама. В 2008 году он сыграл мистера Доррита в мини-сериале «Крошка Доррит» по одноимённому роману Чарльза Диккенса. За эту роль Том Кортни получил номинацию на премию «Эмми».
В 2015 году 77-летний Кортни был удостоен главного актёрского приза Берлинского кинофестиваля за работу в драме «45 лет».

## Личная жизнь
В 1973—1982 годах Кортни жил в браке с актрисой Шерил Кеннеди. В 1988 году он женился на менеджере Изабель Кроссли, с которой работает в одном театре. У них есть дома в Манчестере и Лондоне.
В 2000 году Кортни опубликовал мемуары «Уважаемый Том: письма из дома». Книга получила положительные отзывы критиков. Она включает в себя набор писем из переписки Кортни с матерью и его воспоминания о своей жизни, когда он был молодым актёром и студентом в начале 1960-х годов.
В январе 2018 года Кортни был награждён Свободой города Халл, наградой, которую в некоторый странах присуждают почётным гражданам, знаменитостям, сановникам. В числе других получателей этой награды от Халла — Нельсон Мандела.

## Фильмография
| Фильмы | Фильмы                                                       | Фильмы                                            | Фильмы                       |
| Год    | На русском языке                                             | На языке оригинала                                | Роль                         |
| ------ | ------------------------------------------------------------ | ------------------------------------------------- | ---------------------------- |
| 1962   | Рядовой Поттер                                               | Private Potter                                    | рядовой Поттер               |
| 1962   | Одиночество бегуна на длинную дистанцию                      | The Loneliness of the Long Distance Runner        | Колин Смит                   |
| 1963   | Билли-лжец                                                   | Billy Liar                                        | Билли Фишер                  |
| 1964   | За короля и отечество                                        | King and Country                                  | рядовой Хэмп                 |
| 1965   | Операция «Арбалет»                                           | Operation Crossbow                                | Роберт Хеншоу                |
| 1965   | Король Крыс                                                  | King Rat                                          | лейтенант Робин Грей         |
| 1965   | Доктор Живаго                                                | Doctor Zhivago                                    | Паша Антипов                 |
| 1967   | Ночь генералов                                               | The Night of the Generals                         | младший капрал Курт Хартманн |
| 1967   | День, когда всплыла рыба                                     | The Day the Fish Came Out                         | штурман                      |
| 1968   | Денди в желе                                                 | A Dandy in Aspic                                  | Гатис                        |
| 1968   | Отли                                                         | Otley                                             | Джеральд Артур Отли          |
| 1970   | Один день Ивана Денисовича                                   | One Day in the Life of Ivan Denisovich            | Иван Денисович               |
| 1971   | Поймать шпиона                                               | To Catch a Spy                                    | Бастер Кларк                 |
| 1973   |                                                              | I Heard the Owl Call My Name (телефильм)          | Отец Марк Брайан             |
| 1983   | Костюмер                                                     | The Dresser                                       | Норман                       |
| 1987   | С Новым Годом                                                | Happy New Year                                    | Эдвард Сондерс               |
| 1987   | Леонард 6                                                    | Leonard Part 6                                    | Фрэйн                        |
| 1991   |                                                              | Poslední motýl                                    | Антуан Моро                  |
| 1991   | Пусть получит своё                                           | Let Him Have It                                   | Уильям Бентли                |
| 1995   | Хроники молодого Индианы Джонса (эпизод «Глаз павлина») (ТВ) | The Adventures of Young Indiana Jones             | Бронислав Малиновский        |
| 1995   | Лавка древностей (телефильм)                                 | The Old Curiosity Shop                            | Дэниел Квилп                 |
| 1996   |                                                              | The Boy from Mercury                              | дядя Тони Кронин             |
| 1998   | Женитьба по-английски (телефильм)                            | A Rather English Marriage                         | Рой Саутгейт                 |
| 1999   | Что случилось с Гарольдом Смитом?                            | Whatever Happened to Harold Smith?                | Гарольд Смит                 |
| 2001   | Последние желания                                            | Last Orders                                       | Вик Такер                    |
| 2002   | Николас Никлби                                               | Nicholas Nickleby                                 | Ньюман Ноггс                 |
| 2003   | Когда Вы будете готовы, мистер МакГилл                       | Ready when you are mr. McGill                     | Джо МакГилл                  |
| 2007   | Наводнение                                                   | Flood                                             | Леонард Моррисон             |
| 2007   | Золотой компас                                               | The Golden Compass                                | Фардер Корам                 |
| 2008   | Крошка Доррит                                                | Little Dorrit                                     | мистер Доррит                |
| 2012   | Гамбит                                                       | Gambit                                            | майор                        |
| 2012   | Квартет                                                      | Quartet                                           | Реджиналд                    |
| 2015   | 45 лет                                                       | 45 Years                                          | Джефф Мерсер                 |
| 2015   | Легенда о Барни Томсоне                                      | The Legend of Barney Thomson                      | старший суперинтендант       |
| 2016   | Папашина армия                                               | Dad’s Army                                        | Лэнс Джонс                   |
| 2018   | Клуб любителей книг и пирогов из картофельных очистков       | The Guernsey Literary and Potato Peel Pie Society | Эбен Рамзи                   |
| 2018   | Король воров                                                 | King of Thieves                                   | Джон Кенни Коллинз           |
| 2019   | Королевский корги (мультфильм)                               | The Queen’s Corgi                                 | Филипп, герцог Эдинбургский  |
| 2019   | Аэронавты                                                    | The Aeronauts                                     | Артур Глейшер                |
| 2020   | Страна солнца                                                | Summerland                                        | мистер Салливан              |